# Insurgentes (Metro de Lima y Callao)
Insurgentes es la cuarta estación de la Línea 2 del Metro de Lima en Perú. Será construida de manera subterránea en los distritos del Callao y Bellavista. Su construcción se inició el 26 de mayo de 2019. Se tiene previsto su inauguración general en 2028.
El 27 de septiembre de 2022 se inició la operación de la tuneladora ‘Micaela’ con la excavación desde la estación Insurgentes con rumbo hasta la estación Puerto del Callao. La tuneladora fue nombrada en honor a Micaela Bastidas, tiene 148 metros de longitud y su rueda de 10.27 metros de diámetro.
En abril de 2024, se informó que las obras civiles de la estación tiene un avance de 56%. En septiembre de 2024, se informó que tiene un avance en obras civiles de 93% 
Estará ubicada en el cruce de la avenida Óscar R. Benavides con la avenida Insurgentes.